# Crăciunești
Crăciunești (Nyárádkarácsony en hongrois, Christendorf en allemand) est une commune roumaine du județ de Mureș, dans la région historique de Transylvanie et dans la région de développement du Centre.

## Géographie
La commune de Crăciunești est située dans le centre-sud du județ, au bord de la Niraj, sur le Plateau de Transylvanie, à 14 km au sud de Târgu Mureș, le chef-lieu du județ et à 14 km à l'est de Ungheni.
La municipalité est composée des cinq villages suivants (population en 2002) :
- Budiu Mic (442) ;
- Cinta (373) ;
- Cornești (916) ;
- Crăciunești (2 455), siège de la municipalité ;
- Tirimioara (161).

## Histoire
La première mention écrite du village date de 1444 sous le nom de Karachonfalwa.
La commune de Crăciunești a appartenu au royaume de Hongrie, puis à l'empire d'Autriche et à l'Empire austro-hongrois.
En 1876, lors de la réorganisation administrative de la Transylvanie, elle a été rattachée au comitat de Maros-Torda.
La commune de Crăciunești a rejoint la Roumanie en 1920, au traité de Trianon, lors de la désagrégation de l'Autriche-Hongrie. Arès le deuxième arbitrage de Vienne, elle a été de nouveau occupée par la Hongrie de 1940 à 1944, période durant laquelle la petite communauté juive fut exterminée par les Nazis. Elle est redevenue roumaine en 1945.

## Politique
| Parti | Parti                                           | Sièges |
| ----- | ----------------------------------------------- | ------ |
|       | Union démocrate magyare de Roumanie (UDMR)      | 9      |
|       | Parti populaire hongrois de Transylvanie (PPMT) | 4      |

## Religions
En 2002, la composition religieuse de la commune était la suivante :
- Réformés, 66,99 % ;
- Adventistes du septième jour, 14,83 % ;
- Chrétiens orthodoxes, 3,81 % ;
- Catholiques romains, 2,55 %.

## Démographie
En 1910, la commune comptait 21 Roumains (0,52 %) et 3 929 Hongrois (96,63 %).
En 1930, on recensait 662 Roumains (15,24 %), 3 411 Hongrois (78,50 %), 11 Juifs (0,25 %) et 259 Tsiganes (5,96 %).
En 2002, 108 Roumains (2,48 %) côtoient 3 169 Hongrois (72,88 %) et 1 071 Tsiganes (24,63 %).
| 1850  | 1880  | 1900  | 1910  | 1930  | 1956  | 1977  | 1992  | 2002  |
| ----- | ----- | ----- | ----- | ----- | ----- | ----- | ----- | ----- |
| 3 530 | 3 366 | 3 784 | 4 066 | 4 345 | 4 753 | 4 972 | 4 430 | 4 348 |

| 2007  | - | - | - | - | - | - | - | - |
| ----- | - | - | - | - | - | - | - | - |
| 4 291 | - | - | - | - | - | - | - | - |

## Communications

### Routes
Crăciunești se trouve sur la route régionale Ungheni-Acățari, à quelques kilomètres de la route nationale DN13 (Route européenne 60).

## Lieux et monuments
- Église de 1622.

- Église en bois St Nicolas du XVIIIe siècle.

- Église en bois Sts Archanges Michel et Gabriel du XIXe siècle.